# Phapitreron leucotis
El vinago pardo común o vinago pardo de Luzón (Phapitreron leucotis) es una especie de ave en la familia Columbidae. Es endémica de las  Filipinas.

## Descripción
Esta especie de paloma alcanza una longitud de 25 centímetros. Su plumaje es mayormente marrón oscuro. La parte inferior del cuerpo es ligeramente más claro que la parte superior. La garganta tiene un tinte rojizo. La parte delantera de su cabeza es de color gris pálido. El plumaje del cuello y hombros es de un color bronce-verdoso metalizado. Desde la base del pico, parte una delgada franja de color oscuro que corre por debajo del ojo. Sus partes inferiores son blancuzcas.

## Taxonomía
Comprende cuatro subespecies:

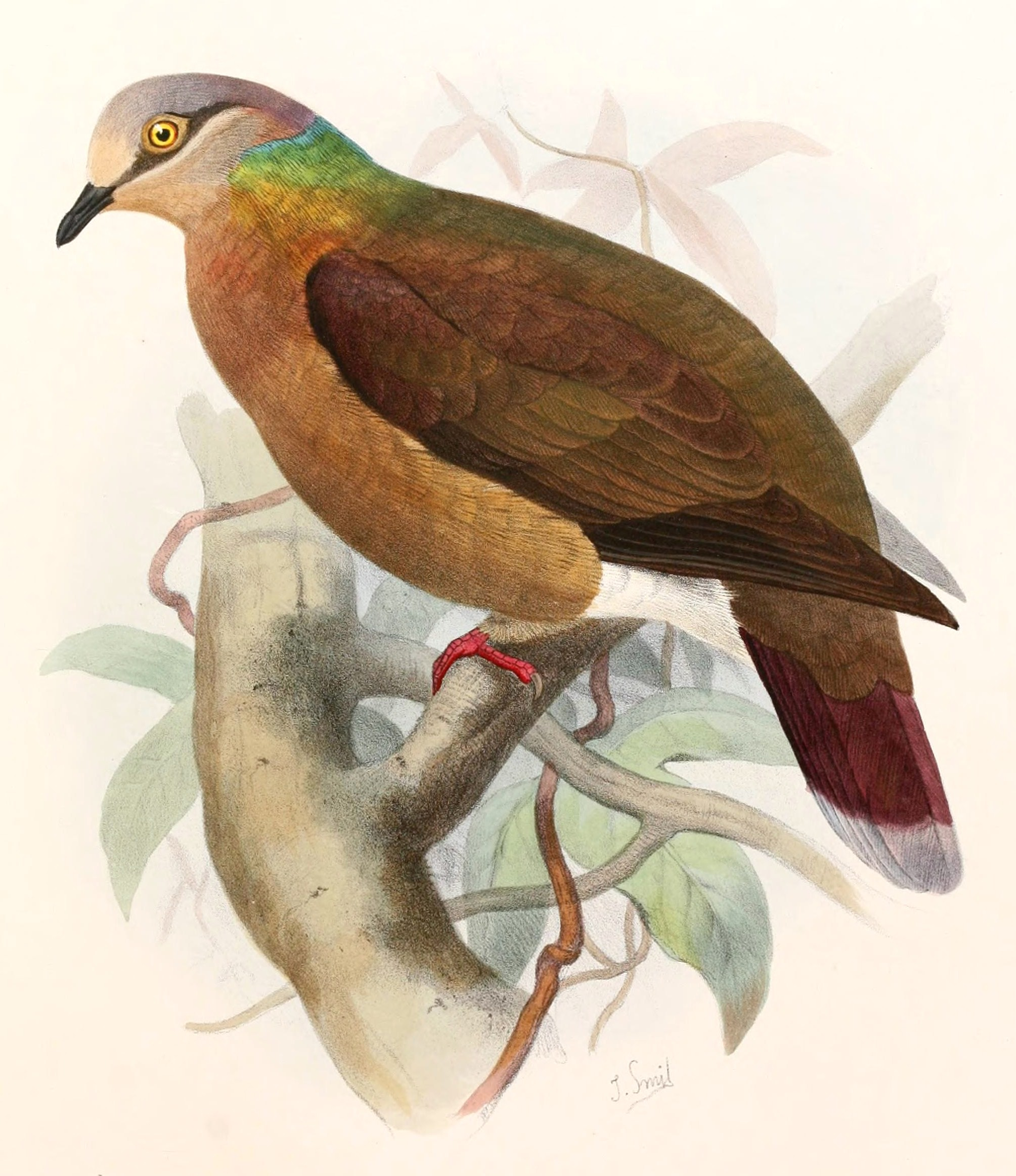
Subespecie brevirostris, dibujo de Joseph Smit.

- P. l. leucotis (Temminck, 1823) - Catanduanes, Luzon, Mindoro;
- P. l. nigrorum (Sharpe, 1877) - Visayas occidental;
- P. l. brevirostris (Tweeddale, 1877) - Visayas oriental, Mindanao;
- P. l. occipitalis (Salvadori, 1893) - Basilan, isla Sula.